# آتيا بالبا كيسونيا
آتيا بالبا كيسونيا (باللاتينية: Atia Balba Caesonia) (85 - 43 ق.م) كانت ابنة جوليا قيصر أخت الحاكم الروماني يوليوس قيصر، ووالدة الإمبراطور الروماني الأول أغسطس، كما أنَّ أسرتها من ذريتها تشمل أباطرة وإمبراطورات عديداتٍ لروما القديمة، بينهم تيبيريوس وكلوديوس وكاليغولا وأغريبينا الصغرى ونيرون. تزوجت آتيا بالبا من البريتور ماركوس آتيوس بالبلوس، وأنجبت منها ابنتين حملتا اسمها ذاته.